# فهرست شیندلر
فهرست شیندلر (انگلیسی: Schindler's List) فیلم درام تاریخی آمریکایی محصول سال ۱۹۹۳ به کارگردانی و تهیه‌کنندگی استیون اسپیلبرگ و نویسندگی استیون زایلیان است. این فیلم بر اساس رمان غیرداستانی چاپ ۱۹۸۲ یعنی کشتی شیندلر اثر توماس کنیلی ساخته شده است. داستان فیلم دربارهٔ اسکار شیندلر، صنعتگر آلمانی، است که در طول جنگ جهانی دوم بیش از یک هزار پناهندهٔ عمدتاً یهودی لهستانی را با به‌کارگیری آن‌ها در کارخانه‌هایش از هولوکاست نجات داد. لیام نیسون در نقش شیندلر، ریف فاینز در نقش افسر اس‌اس آمون گوت و بن کینگزلی در نقش حسابدار یهودی شیندلر ایزاک اشترن، بازیگران فیلم هستند.
ایده‌هایی برای ساخت فیلمی دربارهٔ شیندلرجودن (یهودیان شیندلر) در اوایل سال ۱۹۶۳ مطرح شد. پولدک پفربرگ که یکی از شیندلرجودن‌ها بود، مأموریت زندگی خود را صرف گفتن داستان شیندلر کرد. اسپیلبرگ زمانی که یک مدیر اجرایی به‌نام سیدنی شینبرگ، نقدی دربارهٔ کتاب کشتی شیندلر برای او فرستاد، علاقه‌مند ساخت آن شد. یونیورسال پیکچرز امتیاز این رمان را خرید اما اسپیلبرگ برای ساخت فیلمی دربارهٔ هولوکاست هنوز مطمئن نبود که آماده است یا نه. او پیش از پذیرش کارگردانی آن، تصمیم داشت که ساخت این پروژه را به کارگردان‌های دیگری واگذار کند. مراحل تصویربرداری اصلی بیش از ۷۲ روز در سال ۱۹۹۳ واقع در کراکوف، لهستان به طول انجامید. اسپیلبرگ فیلم را سیاه‌وسفید فیلم‌برداری کرد و آن را مانند یک مستند ساخت. فیلم‌بردار آن یانوش کامینسکی می‌خواست در فیلم مفهومی از پایداری ایجاد کند. جان ویلیامز موسیقی متن فیلم را نوشت و نوازندهٔ ویولن ایتساک پرلمان تم اصلی آن را اجرا کرد.
فهرست شیندلر در ۳۰ نوامبر ۱۹۹۳ در واشینگتن، دی.سی. به نمایش درآمد و در ۱۵ دسامبر ۱۹۹۳ در ایالات متحده اکران شد. این فیلم را که غالباً یکی برترین فیلم‌های تاریخ می‌دانند، به دلیل لحن، بازیگری، فضاسازی و کارگردانی اسپیلبرگ مورد تحسین همگانی منتقدان قرار گرفت. همچنین یک موفقیت در گیشه بود و ۳۲۲ میلیون دلار در سراسر جهان فروش داشت در حالی که بودجهٔ ساخت آن ۲۲ میلیون دلار بود. این فیلم نامزد دریافت دوازده جایزهٔ اسکار بود و هفت جایزه از جمله بهترین فیلم، بهترین کارگردانی، بهترین فیلم‌نامه اقتباسی و بهترین موسیقی متن را برنده شد. این فیلم جوایز متعدد دیگری از جمله هفت جایزه بفتا و سه جایزه گلدن گلوب کسب کرد. در سال ۲۰۰۷، نام فهرست شیندلر از سوی انستیتوی فیلم آمریکا در رتبهٔ هشتم فهرست ۱۰۰ بهترین فیلم آمریکایی تمام دوران قرار گرفت. این فیلم در سال ۲۰۰۴ از سوی کتابخانه کنگره به جهت اهمیتی که «از نظر فرهنگی، تاریخی یا زیبایی‌شناختی» داشت، برای قرارگیری در فهرست فهرست ملی ثبت فیلم ایالات متحده انتخاب شد.

## داستان
در دوران اشغال کراکوف توسط آلمان نازی در جنگ جهانی دوم، یهودیان لهستانی محلی به زور در گتو کراکوف که بسیار شلوغ و تنگنا بود، زندانی می‌شوند. اسکار شندلر، عضو حزب نازی اهل چکسلواکی، به این شهر می‌آید تا ثروتی کسب کند. او با رشوه دادن به مقامات ورماخت و اس‌اس، کارخانه‌ای برای تولید ظروف مینایی به دست می‌آورد. شندلر ایتسهاک استرن، مسئول یهودی با ارتباطاتی در بازار سیاه و جامعه تجاری یهودیان، را به کار می‌گیرد تا امور اداری را انجام دهد و به او در تامین مالی کمک کند. استرن تلاش می‌کند بیشترین تعداد ممکن از کارگران یهودی را به عنوان نیروی حیاتی برای جنگ آلمان معرفی کند تا از انتقال آن‌ها به اردوگاه‌های کار اجباری یا اعدام توسط اس‌اس جلوگیری شود. در این میان، شندلر با نازی‌ها روابط دوستانه‌ای حفظ می‌کند و از موقعیت و ثروت تازه خود لذت می‌برد.
آمون گوت، ستوان دوم اس‌اس، به کراکوف می‌رسد تا ساخت اردوگاه کار اجباری پلاشوف را نظارت کند. پس از تکمیل اردوگاه، او دستور انحلال گتو را می‌دهد: دو هزار یهودی به پلاشوف منتقل می‌شوند و دو هزار نفر دیگر توسط اس‌اس در خیابان‌ها قتل‌عام می‌شوند. شندلر شاهد این قتل‌عام است و به شدت تحت تاثیر قرار می‌گیرد. او به ویژه دختری را با پالتوی قرمز می‌بیند که از نازی‌ها پنهان می‌شود و بعد جسد او را روی کالسکه‌ای از اجساد می‌بیند. شندلر همچنان رابطه‌اش را با گوت حفظ می‌کند و با رشوه دادن از حمایت اس‌اس بهره‌مند می‌شود. گوت خدمتکار یهودی خود، هلن هیرش، را به شدت آزار می‌دهد و بی‌دلیل از بالکن ویلا به مردم شلیک می‌کند؛ زندانیان دائماً از جان خود بیمناک هستند. به مرور، توجه شندلر از کسب سود به نجات جان هرچه بیشتر یهودیان تغییر می‌کند. او برای محافظت بهتر از کارگرانش، با رشوه به گوت اجازه می‌گیرد که زیرمجموعه‌ای از اردوگاه در کارخانه خود ایجاد کند.
با تضعیف موقعیت آلمان در جنگ، گوت مامور می‌شود تا یهودیان باقی‌مانده در پلاشوف را به اردوگاه آشویتس بفرستد. شندلر از گوت اجازه می‌گیرد تا کارگرانش را به کارخانه مهمات‌سازی‌ای که در برونلیتس نزدیک زویتائو، محل تولدش، می‌خواهد بسازد، منتقل کند. گوت با اکراه موافقت می‌کند اما رشوه سنگینی طلب می‌کند. شندلر و استرن فهرستی از افرادی تهیه می‌کنند که به جای آشویتس به برونلیتس منتقل شوند؛ در نهایت این لیست شامل ۱۱۰۰ نام می‌شود.
در جریان انتقال به برونلیتس، زنان و دختران به اشتباه به آشویتس-بیرکناو فرستاده می‌شوند؛ شندلر با پرداخت رشوه به رودولف هوس، فرمانده آشویتس، آن‌ها را آزاد می‌کند. در کارخانه جدید، شندلر ورود نگهبانان اس‌اس به بخش تولید را بدون اجازه ممنوع می‌کند و یهودیان را به رعایت روزهای سبت تشویق می‌نماید. در طول هفت ماه، او تمام دارایی خود را صرف رشوه دادن به مقامات نازی و خرید پوکه مهمات از شرکت‌های دیگر می‌کند؛ اما کارخانه عملاً هیچ تسلیحاتی تولید نمی‌کند. در سال ۱۹۴۵، درست هنگام تسلیم آلمان، پول شندلر به پایان می‌رسد.
به عنوان عضو حزب نازی و فرصت‌طلب جنگی، شندلر مجبور است از ارتش سرخ پیشروی‌کننده فرار کند تا اسیر نشود. نگهبانان اس‌اس کارخانه دستور دارند نیروهای یهودی را قتل‌عام کنند، اما شندلر آن‌ها را متقاعد می‌کند این کار را نکنند. هنگام خداحافظی با کارگرانش، آن‌ها بیانیه‌ای امضا شده درباره نقش شندلر در نجات جانشان به او می‌دهند و حلقه‌ای با نوشته‌ای از تلمود به او هدیه می‌کنند: «کسی که یک جان را نجات دهد، گویی جهان را نجات داده است». شندلر که از اینکه بیشتر نتوانسته کاری انجام دهد، اشک می‌ریزد، با کارگران تسلی داده می‌شود و سپس با همسرش به سمت غرب حرکت می‌کند. صبح روز بعد، یک افسر سواره‌نظام شوروی اعلام آزادی آن‌ها را می‌کند اما هشدار می‌دهد به سمت شرق نروند چون «آنجا آن‌ها را دوست ندارند». یهودیان به سوی روستاهای اطراف حرکت می‌کنند.
در پایان، مشخص می‌شود گوت به جرم جنایات علیه بشریت اعدام شده است؛ شندلر و همسرش به عنوان «صالحان میان ملت‌ها» شناخته شده‌اند و در باغ صالحان در اورشلیم درختی به یاد او کاشته شده است. بسیاری از بازماندگان «شندلرجودن» و بازیگرانی که آن‌ها را به تصویر کشیدند، بر سر مزار شندلر سنگ می‌گذارند و لیام نیسون دو شاخه گل رز روی قبر او قرار می‌دهد.

## بازخورد
فهرست شیندلر هم از سوی منتقدان و هم از سوی مخاطبان مورد تحسین قرار گرفت به طوری که در وبسایت متاکریتیک بر اساس ۳۰ نقد امتیاز ۹۵ از ۱۰۰ را به‌دست‌آورد که نشان‌دهنده «تحسین جهانی» است. این فیلم همچنین توسط بسیاری از رهبران کشورها دیده شد و برخی از آنها شخصاً با استیون اسپیلبرگ ملاقات کردند.

## بازیگران
- لیام نیسون در نقش اسکار شیندلر
- بن کینگزلی در نقش ایزاک اشترن
- ریف فاینز در نقش آمون گوت
- کارولین گودال در نقش امیلی شیندلر
- جاناتان ساگال در نقش پلدیک ففبرگ
- امبت دیویتس در نقش هلن هیرش
- آگنیشکا کروکوونا
- آگنیشکا واگنر
- پیوتر پولک
- دومینیکا بدنارچیک
- گژگوش دامینتسکی
- ادوارد لینده-لوباشنکو
- سباستیان کنراد
- ماریان گلینکا در نقش افسر اس‌اس
- فردریش فون تون در نقش رولف کزویدر
- اولیویا دومبروفسکا در نقش دخترک کت قرمز
- ماریا پِـشِـک
- ماچئی کوالفسکی
- تادئوش برادتسکی
- ائوگنیوش پریویژینسف
- ماچئی اوروئوش
- اِتل شیتس
- ویسواف کوماسا
- اِوا کولاشینسکا
- شیمون کوشمیدر
- رادوسواف کشیژوفسکی
- پیوتر چیرووس